# Black Swans and Wormhole Wizards
Black Swans and Wormhole Wizards je třinácté studiové album kytarového virtuóza Joe Satrianiho, vydané 5. října roku 2010.

## Seznam skladeb
1. "Premonition" 3:53
2. "Dream Song" 4:49
3. "Pyrrhic Victoria" 5:09
4. "Light Years Away" 6:11
5. "Solitude" 0:58
6. "Littleworth Lane" 3:46
7. "The Golden Room" 5:20
8. "Two Sides to Every Story" 4:10
9. "Wormhole Wizards" 6:27
10. "Wind in the Trees" 7:43
11. "God Is Crying" 4:53

## Sestava
- Joe Satriani – kytara, baskytara, klávesy
- Allen Whitman – baskytara
- Mike Keneally – klávesy
- Jeff Campitelli – bicí, perkuse